# Йора
Йора (Aegithina) — рід горобцеподібних птахів, єдиний у родині йорових (Aegithinidae). Раніше рід Aegithina об'єднували з родом Chloropsis у родину Chloropseidae.

## Поширення
Йори є ендеміками індомалайського екорегіону. Їхній ареал простягається від Пакистану до Індонезії та філіппінського острова Палаван та на північ до китайської провінції Гуансі.

## Опис
Дрібного і середнього розмірів птахи — 11,5-15,5 см завдовжки. Вага в середньому становить близько 13,5 г. Самці більші за самиць і відрізняються забарвленням оперення.
Самиці з оливково-зеленою головою і спиною. Низ тіла тьмяно-жовтий, лоб жовтий, брови оливково-зеленого кольору. Крила зеленуваті. Хвіст оливковий. Самці вгорі мають оперення темно-зеленого або чорного кольору. Черевце дуже яскраво — жовте. Крила чорні з білими кінчиками. Хвіст темний. Після линьки самці мають чорну корону і темну спину. Ноги у йор тонкі. У польоті у птахів видно білі ділянки скрізь перекриття довгих бічних пір'я.

## Спосіб життя
Населяють рідколісся, узлісся, вторинні ліси, сади, мангрові зарості. Птахи зустрічаються також серед сільськогосподарських угідь. Як правило, селяться у низовинах, але можуть підніматися в ліси передгір'їв. Вони ведуть деревний спосіб життя і, як правило, перебувають у кронах дерев. Поза сезоном розмноження йори літають парами або невеликими зграйками і постійно шукають їжу.

### Живлення
Всеїдні птахи, але основу раціону складають комахи. Вони ловлять павуків, метеликів, збирають гусінь з листя. Годуються на деревах, при цьому піднімають характерний шум, спілкуючись між собою за допомогою свисту.

### Розмноження
Сезон розмноження триває з квітня по червень. Моногамні птахи. У насиджуванні та вигодовуванні пташенят беруть участь обидва партнери. Гніздо влаштовують на розвилці в кінці гілки маленького дерева. Має форму невеликої, пухкої, глибокої чаші. Зроблене з трави, волокон, повстяного матеріалу, скріпленого зовні клейкою павутиною. У кладці 2-4 блідо-зелених яйця з червоно-коричневими плямами і фіолетовими штрихами. Насиджування триває 14 днів і ще 11 днів батьки годують потомство до виходу з гнізда. Потім пташенята стають на крило і добувають їжу самостійно.

## Види
- Йора велика (Aegithina lafresnayei)
- Йора мала (Aegithina nigrolutea)
- Йора чорнокрила (Aegithina tiphia)
- Йора зелена (Aegithina viridissima)